# Pierrepont-sur-Avre
Pierrepont-sur-Avre è un comune francese di 565 abitanti situato nel dipartimento della Somme nella regione dell'Alta Francia.

## Società

### Evoluzione demografica
Abitanti censiti